# Pojény (Hunyad megye)
Pojény (románul Poieni) falu Romániában, Hunyad megyében. Közigazgatásilag Demsus községhez tartozik.

## Fekvése
A Ruszka-havas lábánál, a Demsus-patak egyik felső völgyében, Hátszegtől délnyugatra helyezkedik el.

## Története
A legkorábbi írásos emlék a faluról 1436-ből maradt fenn. Nevének változatai a történelem folyamán: Pojon, Polyen, Pogyen, Pojén, Polin, Polyán, Poen, Polen. Birtokosai az idők folyamán a Morsinai, Kernesti (Kernyesdi), Brezovai, Árka, Ungor, Pestyéni (Pestyenyei), Márgai, Kendefi és Kenderesi családok voltak.
A falu lakosainak száma 1850-ben 111, 1880-ban 219, 1900-ban 286, 1920-ban 138, 1941-ben 289, 1956-ban 254, 1977-ben 207, 1992-ben 142, 2002-ben 110 fő volt.
A faluban a WWF Románia bölényfarmot működtet, ahol az állatokat a szabadon bocsátásra készítik fel. Az első 14 állatot 2018. májusban hozták ide, és szeptemberben bocsátották szabadon. 2018. decemberben a bölények élelmet keresve megjelentek a falu utcáin.